# Museo Oro del Perú y Armas del Mundo
El Museo Oro del Perú y Armas del Mundo es un museo arqueológico y militar ubicado en el distrito de Santiago de Surco, en la ciudad de Lima, capital del Perú. Fue creado en la década de 1960, a partir de la colección privada del empresario y diplomático peruano Miguel Mujica Gallo. 

## Estructura
El edificio de dos pisos que contiene esta colección está hecho en concreto armado y su ingreso se realiza a través de una bóveda de seguridad al estilo de una gran caja fuerte de un banco.

## La colección

### Donación al Estado
El museo, donado al Estado peruano por Miguel Mujica Gallo es administrado por la Fundación Miguel Mujica Gallo, creada ex profeso para conservar la colección reunida a lo largo de varios años.  
Actualmente, la Fundación es dirigida por Pedro Mujica Diez Canseco, Milagros Mujica Diez Canseco y Camila Pérez Palacio Mujica.

### Oro del Perú

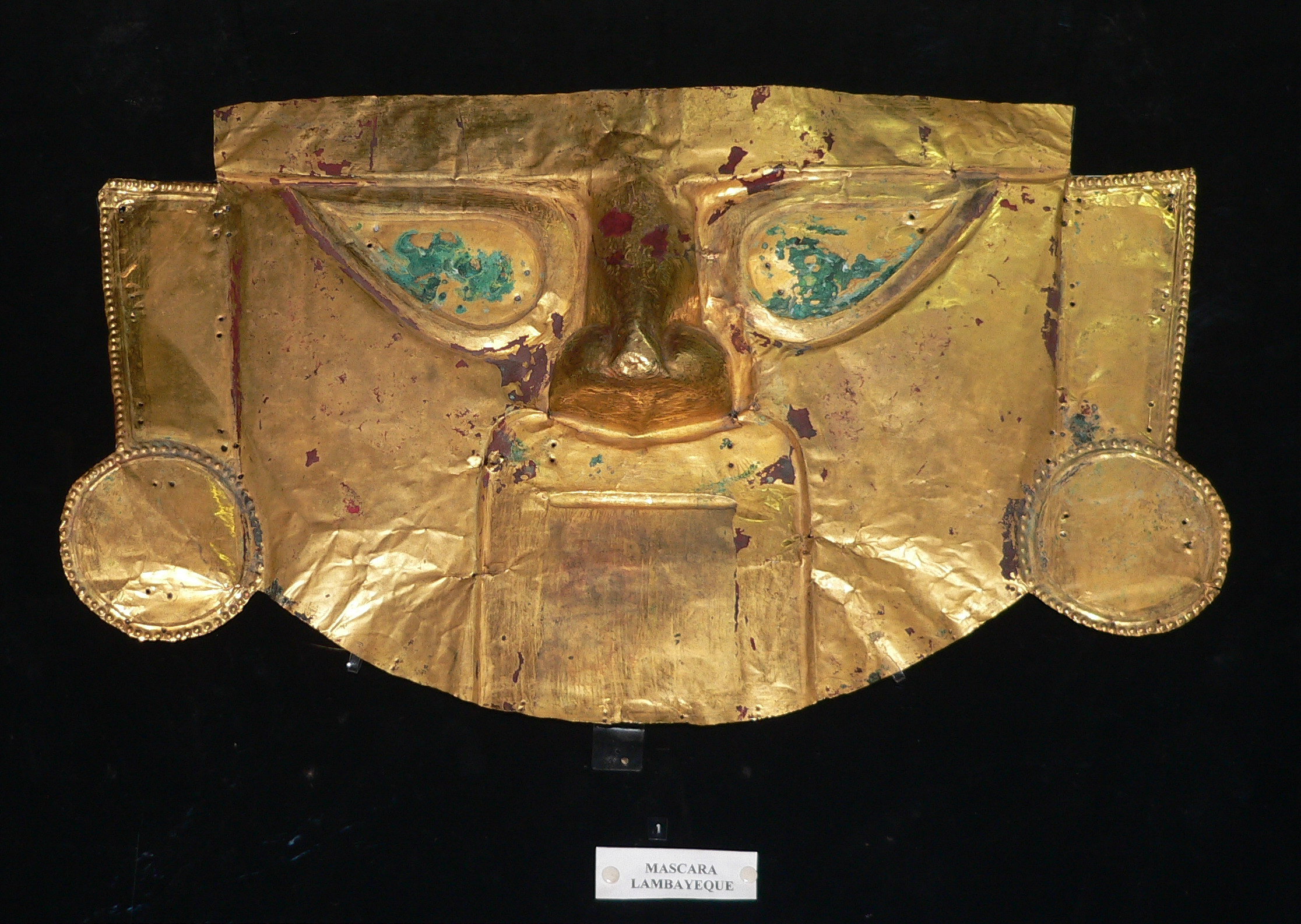
Máscara de oro de la Cultura Lambayeque, Perú.

La adquisición de su contenido peruano, de más de ocho mil piezas,  fue inspirada por la admiración a la historia del Perú que tuvo este coleccionista y con la finalidad de mantener el legado orfebre de tiempos milenarios, como homenaje a las culturas peruanas precolombinas en sus diversas manifestaciones conteniendo materiales tales como metales preciosos como el oro, plata y algunas de platino, múltiples textiles, ceramios, momias, fardos funerarios y otros valiosos objetos de la época. 
De esta manera evitó que estas joyas valiosas fueran exportadas y el patrimonio cultural perdido definitivamente, o que terminaran en manos de reducidores inescrupulosos o se dispersaran luego de su fallecimiento.
Las piezas dan una idea, en general, de lo que encontraron los españoles cuando llegaron al Perú, produciéndose el encuentro entre dos culturas, aquella que le daba el máximo valor a los metales preciosos y la local que valorizaba el tiempo del trabajo en realizar o confeccionar un objeto, no obstante haber utilizado los metales preciosos por razones religiosas, de estatus de poder, como utensilios o como parte de sus vestimentas o atuendos. 
A través de ellas, se ha podido conocer no solamente los avances de la minería, orfebrería y metalurgia sino también, las costumbres, creencias y la vida que se llevaba en dichas culturas.
El oro y la plata revistieron un complejo simbolismo mágico religioso en todas las culturas peruanas. En la época prehispánica estos metales representaron una constante dualidad sol-luna, día-noche, femenino-masculino. Durante la Cultura Inca el dios sol o Inti representó la soberanía en el plano divino y la diosa luna o Mama luna, llamada también Mama Quilla, fue esposa de Inti, madre del firmamento. En el Templo del Sol una orden de sacerdotisas le rendía culto.
Las diversas formas que adquirieron estos metales indicaron el rango jerárquico y el poder de quienes lo usaron en su vida así como la importancia que se les adjudicó en sus entierros.

### Armas del Mundo

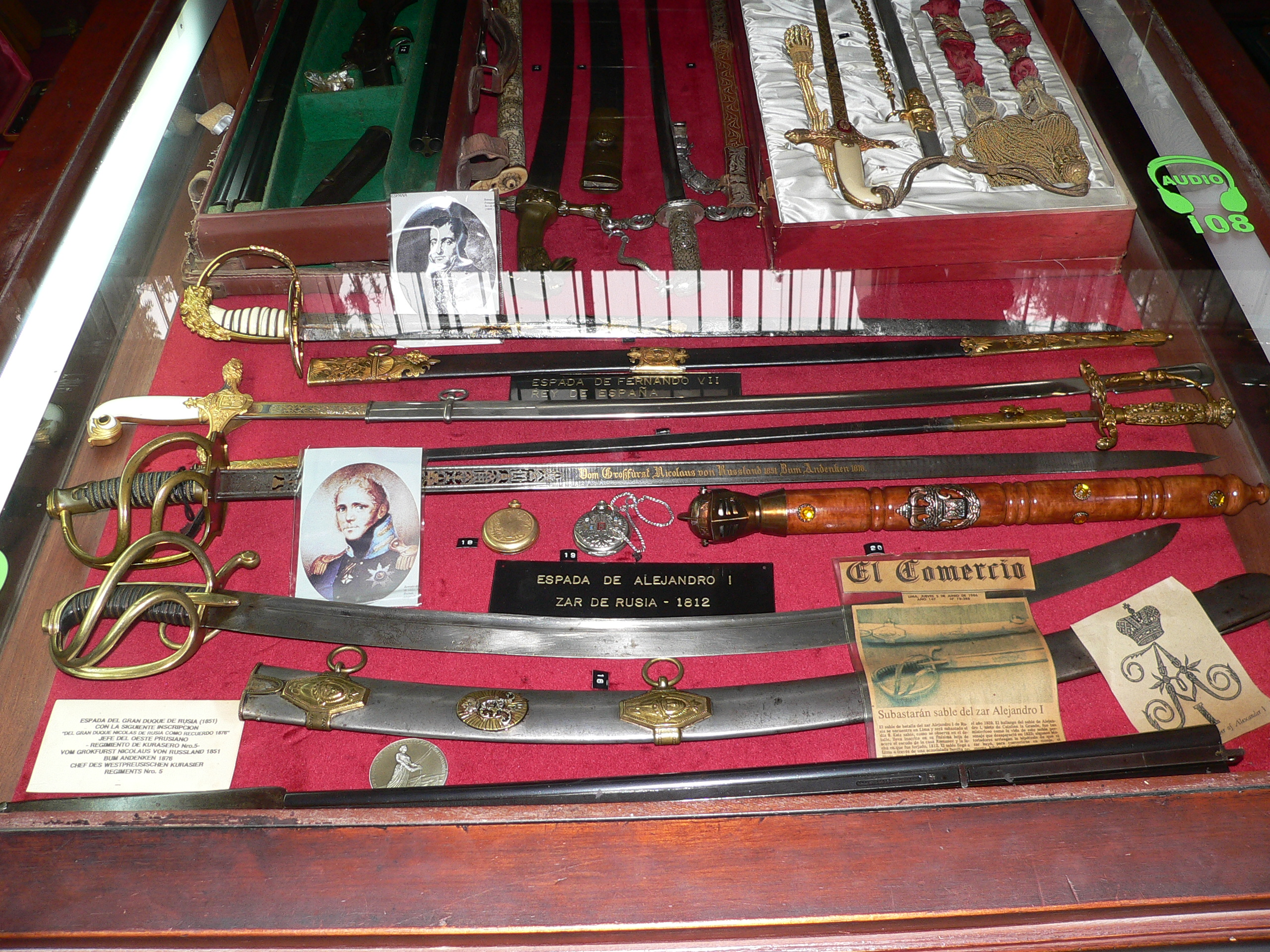
Sable de Alejandro I, Zar de Rusia y espada de Fernando VII, Rey de España.

Producto de sus incontables viajes al exterior, Miguel Mujica Gallo fue coleccionando también diferentes armas del mundo, datando las más antiguas del siglo XIII a. C. Era un asiduo comprador en todos los remates importantes en donde los hubiera.
Veinte mil armas de todos los tiempos y países son expuestas en el museo, que por la cantidad, la calidad, el estado de conservación y los poseedores originales de estas piezas, puede considerarse uno de los más destacados del mundo en esta especialidad.
En sus ambientes, además de armas, se pueden apreciar uniformes de guerra, monturas de caballos, armaduras, espuelas y otros objetos que marcaron época a través del tiempo y los personajes de la historia desde hace más de tres mil tres cientos años.